# Le Ombre (Editrice Nord)
Le Ombre è stata una collana editoriale di narrativa fantastica pubblicata in Italia da Editrice Nord per sette anni, dal 1990 al 1996, per un totale di 18 uscite.

## Storia editoriale
Nel 1972 la neonata Editrice Nord aveva lanciato sul mercato italiano una linea di romanzi fantastici intitolata Arcano, nella quale apparivano opere sia fantastiche sia macabre sia di realismo magico; Arcano fu però soppressa dopo solo dieci uscite e sostituita dalla più famosa Fantacollana, specializzata nei generi di fantasy e science fantasy, e per i successivi diciotto anni il catalogo Nord mancò di una proposta dedicata alla narrativa dell'orrore. Questa nicchia scoperta venne colmata nell'autunno 1990 con l'apertura, appunto, della collana Le Ombre, le cui prime uscite furono due romanzi "classici" di Fritz Leiber e John Blackburn già apparsi in Arcano; a partire dall'anno successivo Le Ombre proposero invece testi inediti di prima pubblicazione recentissima, operando a cadenza approssimativamente bimestrale con pause nei mesi invernali. La collana venne chiusa con la diciottesima uscita (ristampa di un romanzo già pubblicato da Mondadori e Libra) nella primavera del 1996, lo stesso periodo in cui l'azienda stava dismettendo i Tascabili Fantasy e i Tascabili Fantascienza.
Le prime sedici uscite delle Ombre furono pubblicate in formato di 215x135 mm (analogo a quello adottato successivamente dalla collana I Libri Mito), con rilegatura in brossura e una sovracopertina; dalla 17ª uscita si passò a un più piccolo formato di 194x127 mm, mentre la 18ª non aveva sovracopertina.

## Elenco delle pubblicazioni
| Numero | Autore                                          | Titolo                       | Note                                                                                | Anno           | ISBN       |
| ------ | ----------------------------------------------- | ---------------------------- | ----------------------------------------------------------------------------------- | -------------- | ---------- |
| 1      | Fritz Leiber                                    | Ombre del male               |                                                                                     | Settembre 1990 |            |
| 2      | John Blackburn                                  | Solo la notte                |                                                                                     | Novembre 1990  |            |
| 3      | Frank De Felitta                                | Il segreto di Golgotha Falls |                                                                                     | Aprile 1991    |            |
| 4      | Barbara Hambly                                  | Cacciatori delle tenebre     | Primo romanzo delle Cronache di James Asher.                                        | Luglio 1991    |            |
| 5      | Michael Paine                                   | Gli occhi della creatura     |                                                                                     | Settembre 1991 |            |
| 6      | Daniel Quinn                                    | L'incubo                     |                                                                                     | Novembre 1991  |            |
| 7      | Christopher Fowler                              | La città delle ombre         |                                                                                     | Marzo 1992     |            |
| 8      | Stephen Laws                                    | I figli della notte          |                                                                                     | Luglio 1992    |            |
| 9      | Brian W. Aldiss                                 | Dracula signore del tempo    | Romanzo con protagonista il Conte Dracula e terzo volume della Trilogia dei Mostri. | Marzo 1993     |            |
| 10     | Michael Paine                                   | I colori dell'inferno        |                                                                                     | Maggio 1993    |            |
| 11     | Christopher Fowler                              | Il grande buio               | Romanzo autonomo entro il ciclo di Arthur Bryant & John May.                        | Settembre 1993 | 8842907235 |
| 12     | Brian M. Stableford                             | Il risveglio dei creatori    | Primo romanzo della trilogia di David Lydyard.                                      | Novembre 1993  | 8842907421 |
| 13     | Michael Cadnum                                  | Il predatore                 |                                                                                     | Marzo 1994     | 8842907146 |
| 14     | F. Paul Wilson                                  | Il sepolcro                  | Primo romanzo della saga di Jack il riparatore.                                     | Settembre 1994 | 8842907847 |
| 15     | Stephen Jones e John Ramsey Campbell (curatori) | Horror: Il meglio            | Antologia di ventiquattro racconti composti da altrettanti scrittori.               | Novembre 1994  | 8842908002 |
| 16     | David Morrell                                   | Il Totem                     |                                                                                     | Marzo 1995     | 8842907758 |
| 17     | Christopher Fowler                              | Spanky                       |                                                                                     | Ottobre 1995   | 8842908525 |
| 18     | L. Ron Hubbard                                  | Le quattro ore del terrore   |                                                                                     | Aprile 1996    | 8842908983 |